# Bötersen
Bötersen ist eine Gemeinde in der Samtgemeinde Sottrum im Landkreis Rotenburg (Wümme) im Bundesland Niedersachsen.

## Geografie

### Geografische Lage
Bötersen befindet sich zwischen Sottrum (acht Kilometer) und Rotenburg (Wümme) (zehn Kilometer) und liegt an der K202, die von der B 75 etwa in Höhe Waffensen nordnordwestlich verläuft. Über die K 202 ist nach etwa sieben Kilometern in west-west-nördlicher Richtung – weiterführend über die „Rotenburger Str.“ – etwa bei Sottrum die A 1 zu erreichen.

### Gemeindegliederung
Zur Gemeinde gehören zudem die Ortsteile Bötersen, Höperhöfen und Jeerhof.

## Geschichte
Die frühesten Funde belegen eine Besiedlung des Gebietes um Bötersen im Neolithikum (ab etwa 4100 v. Chr.). Größere archäologische Ausgrabungen fanden auf einem Urnenfriedhof der jüngeren Bronzezeit und Hallstattzeit statt. Überregional bekannt wurde Bötersen aufgrund des dem Gräberfeld benachbarten Feuerstellenplatzes von Bötersen, der in die jüngere Bronzezeit datiert. Durch die Publikation von Rudolf Dehnke wurde die Bronzezeitforschung auf dieses Phänomen aufmerksam.
Bötersen wurde 1340 erstmals urkundlich erwähnt. Der Stamm des Ortsnamens kommt vom althochdeutschen „Buten“ oder „Putirik“, was „Schlauch“ bedeutet; die Endung „-sen“ gibt einen Hinweis auf die Entstehung der Siedlung zwischen 500 und 1000.

### Eingemeindungen
Am 1. März 1974 wurde die Nachbargemeinde Höperhöfen eingegliedert.

### Einwohnerentwicklung
Auf Grund eines kommunalen Beschlusses ist der Neubau von Einfamilienhäusern auf den von der Kommune erschlossenen Grundstücken auf Personen begrenzt, die bereits seit mindestens fünf Jahren in der Gemeinde leben oder hier geboren worden sind. Alle übrigen Baugrundstücke sind hiervon nicht betroffen.

## Politik

### Gemeinderat
Der Rat der Gemeinde Bötersen besteht aus elf Ratsfrauen und Ratsherren. Dies ist die festgelegte Anzahl für die Mitgliedsgemeinde einer Samtgemeinde mit einer Einwohnerzahl zwischen 1.001 und 2.000 Einwohnern. Die Ratsmitglieder werden durch eine Kommunalwahl für jeweils fünf Jahre gewählt. Die aktuelle Amtszeit begann am 1. November 2021 und endet am 31. Oktober 2026.
Die letzten Gemeinderatswahlen ergaben folgende Sitzverteilungen:
| Partei | 2021 | 2016 |
| ------ | ---- | ---- |
| CDU    | 7    | 6    |
| SPD    | 4    | 5    |

### Bürgermeister
Der Gemeinderat wählte das Gemeinderatsmitglied Cord Trefke (CDU) zum ehrenamtlichen Bürgermeister für die aktuelle Wahlperiode.

### Wappen
Blasonierung: Im goldenen Schild ein roter fünfflammiger Feuerstreifen als Schildhaupt, darunter drei aufrecht stehende schwarze Seche.
Das Wappen zeigt auf goldenem Grund einen fünfflammigen Feuerstreifen als Schildhaupt, was auf einen in Bötersen ausgegrabene bronzezeitliche Feuerstellenplatz hin, sowie darunter drei aufrecht stehende, schwarze Seche (Pflugschare). Diese symbolisieren die drei Gemeindeteile.

## Kultur und Sehenswürdigkeiten
- Hofanlage Höperhöfen 33 von  1791 als Zweiständer-Hallenhaus in Fachwerk
- Hofanlage Westliche Dorfstraße 105 vom 18. und 19. Jahrhundert in Fachwerk
- Wohn- und Wirtschaftsgebäude Höperhöfen 35 von 1780 in Fachwerk
- Wohn- und Wirtschaftsgebäude Jeerhofer Weg 2 von 1800 in Fachwerk,  als Häuslingshaus gebaut
- Wohn- und Wirtschaftsgebäude Dorfstraße 10 von 1849 in Fachwerk
- Wohn- und Wirtschaftsgebäude Jeerhof 4 von 1862 in Fachwerk

## Infrastruktur

### Einrichtungen
- Gemeindeverwaltung im Rathaus der Samtgemeinde Sottrum
- Grundschule Bötersen
- Kindergarten Merlin
- Freiwillige Feuerwehr Bötersen
- Freiwillige Feuerwehr Höperhöfen
- Samtgemeindebücherei in Bötersen
- Höper Hus, Haus der Gemeinde Bötersen
- Dorfladen ab Aug. 2019

### Vereine
- Boitzter Spinnstuv (Heimatverein)
- Landfrauenverein Bötersen und Umgebung
- Landjugend Bötersen
- Motorsport-Club Bötersen (MSC-B)
- Schützenverein Bötersen-Höperhöfen von 1927
- Seniorenkreis „Blievt in Gang“ in Bötersen, Höperhöfen und Jeerhof
- Sozialverband Deutschland – Ortsgruppe Krummer Ort
- TSV Bötersen (Sportverein)
- Förderverein Höperhöfen-Jeerhof
- Förderverein Grundschule Bötersen
- MFG Jeerhof
- JFV Union 18 (Jugendfussballmanschaft)

### Regelmäßige Veranstaltungen
- Eiersuchen an jedem ersten Samstag im Januar: und der Fastnachtsball
- Schlagball am Karfreitag auf dem Hof vom Gasthaus Hoops
- Schützenfest an jeden dritten Wochenende im Mai in Bötersen mit Umzug
- Erntefest am dritten Samstag im September in Höperhöfen
- Sportlerball am ersten Wochenende im November
- Mittsommerfest alle zwei Jahre vom Förderverein Höperhöfen-Jeerhof
- Dorfkohltour in 2–3-jährigem Abstand
- Mensch-Ärgere-Dich-Nicht-Turnier des TSV Bötersen-Höperhöfen
- Osterfeuer in Bötersen und Höperhöfen
- Umwelttag im Frühjahr
- Pfingstbaumpflanzen für alle, die sich im Vorjahr verlobt haben oder heiraten möchten
- Laternenumzug für Kinder in Bötersen, musikalisch begleitet durch einen Spielmannszug
- Schleppjagd des Reitvereins Sottrum
- Weihnachtsmarkt am ersten Adventssonntag in Zürns Festscheune

### Verkehr
Bötersen liegt an der Bahnstrecke Bremervörde–Walsrode.

## Unser Dorf hat Zukunft
Die Gemeinde Bötersen nahm erstmals 2015 am Wettbewerb Unser Dorf hat Zukunft auf Kreisebene teil. Die gemeinsame Teilnahme der Ortsteile stärkte den Zusammenschluss der Dörfer zur Gemeinde.
Nach dem Sieg auf der Kreisebene im Jahr 2015 folgte 2018 die erfolgreiche Teilnahme am Bezirksentscheid und kurz darauf der Sieg im Landeswettbewerb 2018. Damit qualifizierte sich die Gemeinde für den 26. Bundesentscheid im Jahr 2019. Im Ergebnis wurde Bötersen mit einer Gold-Medaille ausgezeichnet.